# Serce górala i Groń
Serce górala i Groń – Tryptyk Beskidzki z Kapelą Wałasi – dokumentacja muzyczna plenerowego koncertu Józefa Skrzeka wraz z Kapelą Wałasi oraz kilkunastoma muzykami między innymi:Janem Kaczmarzykiem, Leszkiem Winderem, Piotrem Wojtasikiem. Koncert miał miejsce na zboczu góry Stecówka. Publikacja została wydana jako dziewiętnasta płyta z 20 płytowego boxu muzycznego dotyczącego twórczości Józefa Skrzeka zatytułowanego Viator 1973–2007 wydanego przez Metal Mind Records.

## Premiera
- Koncert zarejestrowano w Istebnej na górze Stecówka 24 maja 1997
- Oficjalna premiera całego dwudziestopłytowego boxu odbyła się w Studiu Koncertowym Polskiego Radia Katowice w kwietniu 2007[2]

## Skład koncertu
- Józef Skrzek – wokal, gitara basowa, syntezatory
- Jan Kaczmarzyk – dudy, kobza
- Ludomira Tumowa – cymbały
- Kapela Wałasi
- Roksana Vikaluk – wokal
- Piotr Wojtasik – trąbka
- Leszek Winder – gitara
- Michał Giercuszkiewicz – perkusja

## Lista utworów
1. Uwertura II – 02:18
2. Tryptyk – 04:02
3. Erotyk – 04:46
4. Skrzypce – 16:10
5. Serce górala i groń[3] – 13:02
6. Gwiazdy – 06:02
7. Magia z mgłą – 15:24
8. Monsterium – 06:23
9. Zjawy stokowe – 06:07

## Informacje dodatkowe
- Okładkę do płyty zaprojektował Jan Sawka w 1997 r.
- Autorami tekstów wykorzystanych podczas koncertu są: Julian Matej, Zuzanna Kawulok, Jan Probosz
- W 2014 roku i 2015 roku muzycy ponownie zagrali koncert dla Stecówki[4][5][6], (powodem było całkowite zniszczenie ww. kościoła w wyniku pożaru)[7].
- Box został wydany w ilości 1000 numerowanych egzemplarzy